# Blanka Votavová
Blanka Votavová, także Blanka Votavová-Buková (ur. 5 kwietnia 1933 w Pradze, zm. 18 maja 2018 w Bratysławie) – czechosłowacka ilustratorka, graficzka i malarka.

## Życiorys
Urodziła się 5 kwietnia 1933 roku w Pradze jako Blanka Buková. W latach 1953–1959 studiowała w Wyższej Szkole Rzemiosła Artystycznego w Pradze na wydziale grafiki filmowej w pracowni Adolfa Hoffmeistera i na wydziale grafiki użytkowej i książkowej u Františka Muziki. W 1960 roku przeniosła się z mężem, muzykiem Ferdinandem Votavą, do Bratysławy i rozpoczęła pracę w wydawnictwie Mladé letá, z którym związana była do 1990 roku, zajmując się ilustracjami i stroną redakcyjną publikacji. W 1967 roku wzięła udział w Biennale Ilustracji Bratysława.
Zilustrowała ponad 50 tytułów, głównie książek dla dzieci i tomików poetyckich. Tworzyła także grafikę (przede wszystkim stosując technikę suchej igły i akwaforty), rysunki i – sporadycznie – tkaninę artystyczną. Prace Votavovej mają liryczny, łagodny charakter, który podkreśla harmonijny dobór barw. W jej malarskich i graficznych ilustracjach pojawiają się czasem ludowe motywy. Po 2001 roku w pracach artystki odbija się smutek po stracie syna.
Votavová jest laureatką licznych krajowych i międzynarodowych nagród. W 1994 roku otrzymała wyróżnienie na Triennale mondiale d’Estamps petit format w Chamalières oraz na International Ex libris Competition w Mediolanie. Rok później czeska Masarykova akademie umění przyznała jej swą nagrodę. Kolejne wyróżnienia zostały jej przyznane w Wilnie, Tokio i Chrudimiu. W 2006 roku otrzymała Nagrodę Ľudovíta Fulli za ilustracje dla dzieci i młodzieży.
Zmarła 18 maja 2018 roku w Bratysławie.
Jej syn Aleš Votava (1962–2001) był projektantem, twórcą instalacji i scenografem.